# Лейтен 726-8
Лейтен 726-8 (Luyten 726-8, також Глізе 65) — одна з найближчих до Землі подвійних зір, розташована на відстані 8,7 світлового року в сузір'ї Кита. Компонент Лейтен 726-8 B відомий також під назвою UV Кита і є прототипом певного типу зір — спалахуючих зір типу UV Кита.

## Відкриття

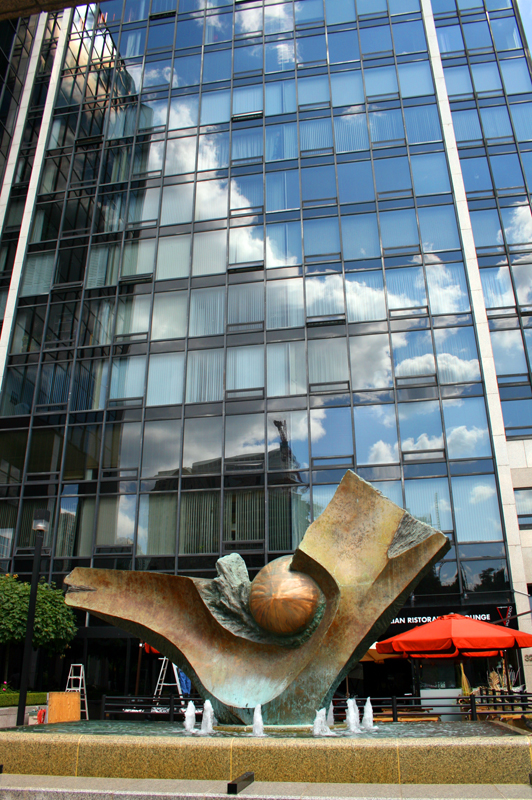
UV Кита, Ендрю Поса (Andrew Posa, 1982)

Систему Лейтен 726-8 відкрив 1948 року Віллем Якоб Лейтен у процесі складання каталогу зір із власним рухом. Він помітив дуже великий власний рух зорі — 3,37 кутової секунди на рік — і додав її у свій каталог під назвою Лейтен 726-8. Невдовзі по тому був відкритий менший компаньйон Лейтен 26-8 B, який отримав позначення UV Кита як змінна зоря.

## Подвійна система
- Лейтен 726-8 A (BL Кита) — червоний карлик спектрального класу M5.5e. Є спалахуючою зорею, проте її активність значно менша порівняно з UV Кита[10].

- Лейтен 726-8 B (UV Кита) — червоний карлик спектрального класу M6.0e[11]. Хоча UV Кита й не була першою відкритою спалахуючою зорею, але саме вона, як найхарактерніший приклад таких зір, дала назву цілому класу еруптивних змінних зір. Час від часу на її поверхні відбуваються вражаючі спалахи. 1952 року її яскравість збільшилася в 75 разів лише за 20 секунд.

Обидві зорі мають практично однакову яскравість й обертаються одна навколо іншої з періодом 26,5 років. Ексцентриситет у системі досить великий (0,62), тому відстань між компонентами змінюється від 2,1 до 8,8 а. о. (від 310 до 1320 млн км). Найближчим сусідом зірки є знаменита Тау Кита, розташована на відстані 2,87 св. року.

## Найближче оточення системи
Перелічені нижче зоряні системи розташовані на відстані в межах 10 світлових років від системи Лейтен 726-8:
| Зоря             | Спектральний клас | Відстань, св. років |
| τ Кита           | G8 Vp             | 3,2                 |
| YZ Кита          | M4,5 Ve           | 3,6                 |
| ε Ерідана        | K2 V              | 5,1                 |
| Лакайль 9352     | M0,5 Ve           | 6,7                 |
| LHS 1565         | M5,5 V            | 7,1                 |
| HIP 15689        | ?                 | 7,4                 |
| Зоря ван Маанена | DF-G/VII          | 7,6                 |
| EZ Водолія       | M5-5,5 Ve/?/?     | 7,7                 |
| Зоря Тігардена   | M6,5 V            | 8,0                 |
| GJ 1002          | M5,5 V            | 8,4                 |
| TZ Овна          | M4,5 Ve           | 8,4                 |
| Сонце            | G2 V              | 8,7                 |
| ε Індіанця       | K3-5 Ve           | 10,0                |

## Рух зорі у просторі
За розрахунками, приблизно 28 700 років тому Лейтен 726-8 наближалася на мінімальну відстань до Сонця — 7,2 св. року (2,21 пк).
Приблизно через 31 500 років Лейтен 726-8 пройде дуже близько від зорі Епсилон Ерідана: мінімальна відстань становитиме 0,93 св. року. Під час цієї події Лейтен 726-8 може спричинити збурення в гіпотетичній «хмарі Оорта» навколо Епсилон Ерідана, драматично змінивши орбіти деяких довгоперіодичних комет. Взаємний транзит цих двох зоряних систем на відстані 1 св. року одна від одної триватиме приблизно 4600 років.
Можливо, Лейтен 726-8 є членом зоряного потоку Гіад.